# Prvniče
Prvniče je naseljeno mjesto u općini Foči, Republika Srpska, BiH. Popisano je kao samostalno naselje na popisu 1961., a na kasnijim popisima ne pojavljuje se, jer je 1962. skupa Humskim spojeno u naselje Godijeno (Sl.list NRBiH, br.47/62). Nalazi se blizu granice s Crnom Gorom, na desnoj obali rijeke Ćehotine.

## Stanovništvo
| Narod     | Popis 1961. |
| --------- | ----------- |
| Hrvati    |             |
| Muslimani | 60          |
| Srbi      | 33          |
| ostali    | 19          |
| Ukupno    | 112         |